# Landschaftsschutzgebiet Egge

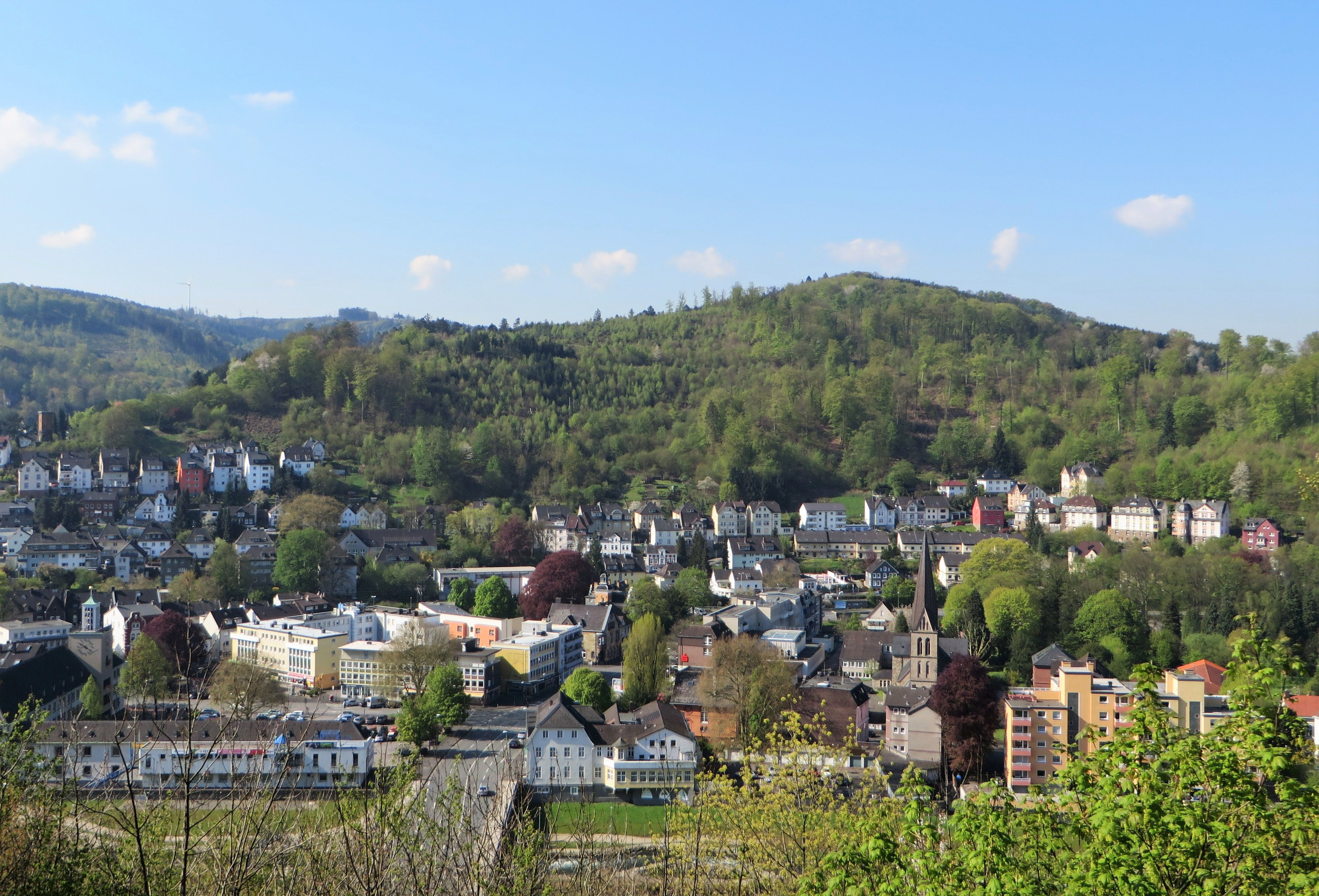
Landschaftsschutzgebiet Egge im Hintergrund

Das Landschaftsschutzgebiet Egge mit einer Flächengröße von 539,72 ha befindet sich auf dem Gebiet der kreisfreien Stadt Hagen in Nordrhein-Westfalen. Das Landschaftsschutzgebiet (LSG) wurde 1994 mit dem Landschaftsplan der Stadt Hagen vom Stadtrat von Hagen ausgewiesen.

## Beschreibung
Im Nordwesten grenzt das Schutzgebiet direkt an die Autobahnabfahrt Hagen-Süd. Das LSG grenzt im Westen direkt an die A 45. Jenseits der A 45 liegt das Landschaftsschutzgebiet Asmecker Bachtal. Das LSG grenzt im Norden im westlichen Bereich direkt an die L 693. Wo nördlich der L 693 das Landschaftsschutzgebiet Hassley liegt. Im Norden folgt dann das Naturschutzgebiet Lange Bäume und Holthausen. Am weitesten im Norden nach Osten liegt das Naturschutzgebiet Hünenpforte. Im Osten grenzt das Naturschutzgebiet Raffenberg und Hohenlimburg an das LSG, im Süden das Landschaftsschutzgebiet Stoppelberg. Wie eine Insel liegt das Naturschutzgebiet Holthauser Bachtal im LSG.
Im LSG liegen große Waldbereiche mit den Bergen Franzosenschanze, Piepenbrink und Egge.

## Schutzzweck
Laut Landschaftsplan erfolgte die Ausweisung „zur Erhaltung und Wiederherstellung der Leistungsfähigkeit des Naturhaushaltes, insbesondere durch Sicherung naturnah entwickelter Lebensräume, wegen der Vielfalt, Eigenart und Schönheit des Landschaftsbildes, insbesondere wegen der Besonderheiten eines durch den Massenkalkzug bedingten Trockentales mit Schlucklöchern und anderen Karstphänomenen und wegen seiner besonderen Bedeutung als Walderholungsgebiet und wegen seiner besonderen Bedeutung für die Erholung im ländlichen Raum“.